# Cleanin' Out My Closet
Cleanin' Out My Closet er en single af den amerikanske rapper Eminem. Singlen blev første gang udgivet i 2002, som anden single fra succesalbummet The Eminem Show. Sidenhen er den blev udgivet på opsamlingsalbummet Curtain Call: The Hits fra 2005.

## Hitlister og salg
| Hitliste (2002)                      | Højeste placering |
| ------------------------------------ | ----------------- |
| Australien (ARIA)                    | 3                 |
| Østrig (Ö3 Austria Top 40)           | 5                 |
| Belgien (Ultratop 50 Flanderen)      | 6                 |
| Belgien (Ultratop 50 Vallonien)      | 10                |
| Danmark (Track Top-40)               | 3                 |
| Europa (Billboard)                   | 3                 |
| Finland (Suomen virallinen lista)    | 10                |
| Frankrig (SNEP)                      | 20                |
| Tyskland (Official German Charts)    | 4                 |
| Ungarn (Mahasz))                     | 8                 |
| Irland (Irish Singles Chart)         | 3                 |
| Italien (FIMI)                       | 8                 |
| Holland (Dutch Top 40)               | 4                 |
| New Zealand (RIANZ)                  | 5                 |
| Norge (VG-lista)                     | 4                 |
| Rumænien                             | 7                 |
| Sverige (Sverigetopplistan)          | 3                 |
| Schweiz (Schweizer Hitparade)        | 5                 |
| UK Singles Chart                     | 4                 |
| U.S. Billboard Hot 100               | 4                 |
| U.S. Billboard Pop 100               | 7                 |
| U.S. Billboard Rhythmic Top 40       | 2                 |
| U.S. Billboard Hot R&B/Hip-Hop Songs | 11                |
| U.S. Billboard Top 40 Mainstream     | 7                 |
| U.S. Billboard Hot Rap Tracks        | 5                 |

| Årsliste (2002)                   | Placering |
| --------------------------------- | --------- |
| Australien Singles Chart          | 40        |
| Østrigske Singles Chart           | 46        |
| Belgien (Flandern) Singles Chart  | 42        |
| Belgien (Vallonien) Singles Chart | 59        |
| Hollandske Top 40                 | 73        |
| Schweiziske Singlehitliste        | 59        |
| UK Singles Chart                  | 94        |

| Land        | Certifikation | Dato               | Solgte eksemplarer |
| ----------- | ------------- | ------------------ | ------------------ |
| Australia   | Platin        | 2002               | 70,000             |
| Belgium     | Guld          | December, 2002     | 20,000             |
| New Zealand | Guld          | 17. november, 2002 | 7,500              |
| Sweden      | Guld          | 20. december, 2002 | 10,000             |